# Flueggea acidoton
Flueggea acidoton là một loài thực vật có hoa trong họ Diệp hạ châu. Loài này được (L.) G.L.Webster mô tả khoa học đầu tiên năm 1984.